# ?:
Nas programação de computadores, ?: é um operador ternário que faz parte da sintaxe para uma expressão condicional básica, presente em várias linguagens de programação. É comumente referido referido como operador condicional, inline if (iif) ou ternary if.
Ele originalmente veio da CPL, em que a sintaxe equivalente para e1 ? e2 : e3 era e1 → e2, e3.
Embora sejam possíveis vários tipos de operadores ternários, o operador condicional é tão comum, enquanto os outros são mais raros, que o operador condicional é comumente (embora incorretamente) referido como o operador ternário.

## Atribuição condicional
?: é usado da seguinte forma:
condição ? valor caso verdadeiro : valor caso falso
A condição é um avaliado verdadeiro ou falso como uma expressão boolean.